# Exposition internationale de jardins de la baie de Suncheon
 (novembre 2014).
L’Exposition internationale des jardins de la baie de Suncheon 2013 sera ouverte dans la ville de Suncheon dans la région de Jeollanam-do en Corée du Sud. Cette exposition a été reconnue et confirmée par l’Association internationale des producteurs d’horticulture (AIPH) le 16 septembre 2009 et ce sera la première fois que cette exposition internationale de jardins ouvrira ses portes en Corée. 

## Introduction
- Titre : Exposition internationale des jardins de la baie de Suncheon 2013
- Thème: Le jardin de la Terre, la baie de Suncheon
- Mascotte: KURU (cela se prononce KOUROU en français), KUMI (cela se  prononce KOUMI en français).
- Lieu de l’Exposition: 1 520 000 m2 autour de la baie de Suncheon
- Durée de l’Exposition : 20 avril 2013 – 20 octobre 2013 (pendant six mois)
- Installations principales sur le site de l’Exposition : Les Jardins du Monde, les Jardins de participation, le Jardin des fleurs, le Jardin forestier, le Jardin aquatique, le Jardin des herbes médicinales de la médecine orientale, le Jardin botanique, le Centre international des marécages, le site de l’aménagement des cours d’eau, etc.
- Nombre de participants (estimation) : 4 860 000 personnes

### Contenu principal
- Jardin du Monde : Le jardin avec 10 pays d’Europe, d’Amérique et d’Asie.
- Jardin de participation: Composé d’une trentaine de jardins différents avec la participation d’artistes, d’habitants et d’entreprises.
- Jardin des fleurs : Avec le jardin des quatre saisons, le sentier des fleurs, le pont des fleurs et la vallée des fleurs.
- Jardin aquatique et Jardin forestier : Le jardin aquatique est composé d’un lac, d’un étang, d’une vallée de marécages et les jardins forestiers sont situés partout sur le site.
- Jardin des herbes médicinales de la médecine orientale : C’est un endroit créé pour atteindre ‘la santé et le bien être’.
- Jardin botanique : Avec des jardins qui exposent des arbres décoratifs de toutes les espèces provenant de tous les pays et le jardin traditionnel coréen, le jardin botanique de la zone tempérée, le jardin d’azalées.
- Centre international de marécages : Pour diriger la mise-en-scène des différentes expositions sur des thèmes actuels comme la valeur écologique des marécages et le changement climatique, des événements culturels, ainsi que des conférences internationales.
- Site de l’aménagement des cours d’eau : Il s’agit de la prévention des inondations et ce site sera utilisé comme terrain de football, terrain de golf,  pelouse pour ces diverses activités.